# Circondario di Obersimmental-Saanen
Il circondario di Obersimmental-Saanen (ufficialmente in tedesco Verwaltungskreis Obersimmental-Saanen, circondario amministrativo di Obersimmental-Saanen) è uno dei circondari in cui è suddiviso il Canton Berna, in Svizzera; si trova nella regione dell'Oberland.

## Storia
Il circondario fu creato il 1º gennaio 2010, nell'ambito della riforma amministrativa del Canton Berna. È andato a sostituire il precedente distretto di Saanen e parte di quello di Obersimmental.

## Suddivisione
Il circondario amministrativo è suddiviso in 7 comuni:
| Stemma      | Nome          |
| ----------- | ------------- |
| Boltigen    | Boltigen      |
| Gsteig      | Gsteig        |
| Lauenen     | Lauenen       |
| Lenk        | Lenk          |
| Saanen      | Saanen        |
| St. Stephan | Sankt Stephan |
| Zweisimmen  | Zweisimmen    |
|             | Totale (7)    |